# Александра Безекова
Александра Безекова (слч. Alexandra Bezeková; Кошице, Чехословачка 13. август 1992) словачка је атлетичарка чија је специјалинос трчању у спринттерским дусциплинама. Била је члан клуба Техничког универзитета из Кошица. Тренер јој је Растислав Мишко.
Атлетиком је почела да се бави у седмом разреду основне школе и била је специјализована на трку на 60 метара. Прво такмичење 25. августа 2007. било је екипно првенство младих екипа у источној Словачкој на којем је победила у тркама на 100 и 200 м.

## Значајнији резултати
| Год.     | Такмичење                    | Место                 | Дисциплина | Пласман   | Резултат | Белешка |
| Словачка | Словачка                     | Словачка              | Словачка   | Словачка  | Словачка |         |
| -------- | ---------------------------- | --------------------- | ---------- | --------- | -------- | ------- |
| 2013     | Европско првенство У-23      | Тампере, Финска       | 22.        | 100 м     | 12,02    |         |
| 2014     | Европско првенство           | Цирих, Швајцарска     | 34.        | 100 м     | 11,87    |         |
| 2015     | Европско првенсзво у дворани | Праг, Чешка           | 60 м       | 7,47      |          |         |
| 2015     | Универзијада                 | Квангџу, Јужна Кореја | 8.         | 100 м     | 11,71    |         |
| 2015     | Универзијада                 | Квангџу, Јужна Кореја | 10.        | 200 м     | 24,09    |         |
| 2015     | Универзијада                 | Квангџу, Јужна Кореја | 5.         | 4 x 100 м | 46,01    |         |
| 2016.    | Европско првенство           | Амстердам, Холандија  | 18.)       | 100 м     | 11,71    |         |
| 2016.    | Европско првенство           | Амстердам, Холандија  | 23.        | 200 м     | 23,71    |         |
| 2016.    | Европско првенство           | Амстердам, Холандија  | 15.        | 4x100 м   | 45.31    |         |
| 2016.    | Европско првенство           | Амстердам, Холандија  | 10.        | 4x400 м   | 3:31,66  |         |
| 2017.    | Европско првенсзво у дворани | Београд, Србија       | 25.        | 60 м      | 7,49     |         |

## Лични рекорди
Отворено
- 100 метара – 11,87 (-0,4 м/с, Цирих 2014)
- 200 метара – 23,55 (-0,4 м/с, Острава 2016)
- 400 метара – 54,65	 (Банска Бистрица 2016)

Дворана
- 60 метара – 7,47 (Праг 2015)
- 200 метара – 23,64	 (Острава 2016)
- 400 метара – 52,68	 (Беч 20.1.2018)